# آنتلوپ بوستون
آنتلوپ بوستون (به انگلیسی: Antelope of Boston) یک کشتی بود که طول آن ۱۴۰ فوت (۴۳ متر) بود. این کشتی در سال ۱۸۵۱ ساخته شد.